# Victor Manuel Alves
Victor Manuel Alves ist ein Politiker aus Osttimor.

## Werdegang
Alves diente in der Kolonialzeit in der portugiesischen Armee.
1999 zahlte Alves dem lokalen indonesischen Militärchef von Atauro 90 Millionen Rupien, damit die Streitkräfte nicht auf der Insel Verwüstungen anrichten, wie es im restlichen Osttimor während des indonesischen Abzugs geschah. Tatsächlich zogen die Truppen am 20. September friedlich ab. Alves überließ man zudem drei Sturmgewehre. Bis zum Eintreffen der INTERFET-Truppen entstand aber ein Machtvakuum, in dem sich pro-indonesische Gruppen und Unabhängigkeitsbefürworter gegenüber standen. Am 23. September wurde eine Zusammenkunft am Strand von Beloi durchgeführt, bei der Alves vor den führenden Vertretern des Dorfes zur Versöhnung zwischen den Gruppen aufrief. Auf das Gerücht, dass einige Leute das Haus des ehemaligen Chefs von Beloi und indonesischen Kollaborateurs Antonio Miguel Pacheco niederbrennen wollten, drohte Alves jeden zu erschießen, der Gewalt planen würde. Ansonsten sprach er in versöhnlicher Weise, und seine Rede wurde gut aufgenommen und überzeugte anscheinend die meisten Zuhörer. Das Treffen war fast vorbei, als Pacheco eintraf. Pacheco beschuldigte Alves nun, dass er hinter den Plänen stecke, sein Haus niederzubrennen. Alves griff nun zu einem der Gewehre, dass er zur Versammlung mitgebracht hatte. Pacheco schrie, wenn Alves ein Mann sei, solle er ihn erschießen. Alves geriet in Wut und schoss zweimal in die Luft. Pacheco schrie weiter und drehte sich um, als ob er weggehen wollte. Da traf ihn ein dritter Schuss in den Kopf und tötete ihn. Über die Umstände gibt es unterschiedliche Angaben. Sagten Zeugen zunächst aus, Alves hätte Pacheco erschossen, erklärten sie in der Verhandlung 2004, sie hätten den Schuss entweder nicht selbst gesehen oder Alves habe sich im Umdrehen das Gewehr auf die Schulter gelegt und ein Schuss habe sich dann gelöst, der versehentlich Pacheco traf.
Alves blieb von Dezember 2000 bis Mai 2001 in Untersuchungshaft. Die Gerichtsverhandlung vor den Special Panels for Serious Crimes SPSC des Distriktsgerichts von Dili begann im Mai 2004. Die Anklage lautete auf Mord. Das Urteil lautet schließlich Totschlag. Aufgrund der Umstände wurde Alves nur zu einer Kompensationszahlung an die Familie des Opfers verpflichtet und zu einer einjährigen Gefängnisstrafe verurteilt, die auf zwei Jahre Bewährung ausgesetzt wurde. Das Berufungsgericht erhöhte die Strafe 2005 auf zwei Jahre Gefängnis. Alves wurde in Gewahrsam genommen, doch Staatspräsident Xanana Gusmão begnadete Alves nach einem Monat mit dem Präsidentenerlass 16/2005. Das Gerichtsverfahren steht beispielhaft in der Kritik, aufgrund des ungewöhnlichen Ablaufs. Die Zeugen wurden nicht vor Bedrohungen geschützt und die Gerichtsverhandlung wurde nicht in Besonderem gesichert. Alves gilt als einflussreicher Mann.
Bei den Parlamentswahlen am 30. Juni 2007 trat Alves für die União Nacional Democrática de Resistência Timorense (UNDERTIM) auf Listenplatz 13 an, die Partei erhielt aber nur zwei Sitze. Bei den Neuwahlen 2012 trat Alves nicht mehr an.
2012 wurde Alves als Abgesandter des Parlaments für fünf Jahre in den Staatsrat entsandt. Die Amtszeit endete 2017.
Alves ist der Adoptivvater und Onkel des Rebellen Alfredo Alves Reinado.